# Неаполи-Сикиес
Неаполи-Сикиес (на гръцки: Δήμος Νεάπολης - Συκεών, Димос Неаполис-Сикион) е дем в област Централна Македония на Република Гърция. Демът обхваща четири предградия на град Солун. Центърът му е в Сикиес.

## Селища
Дем Неаполи-Сикиес е създаден на 1 януари 2011 година след обединение на четири стари административни единици – демите Сикиес, Неаполи, Агиос Павлос и Юренджик (Певка) по закона Каликратис.

### Демова единица Агиос Павлос
Според преброяването от 2001 година дем Агиос Павлос (Δήμος Αγίου Παύλου) има 7978 жители и в него влиза единствено солунският квартал Агиос Павлос (Άγιος Παύλος).

### Демова единица Неаполи
Според преброяването от 2001 година дем Неаполи (Δήμος Νεάπολης) има 30 279 жители и в него влиза само едно-единствено селище – кварталът на Солун Неаполи (Νεάπολη).

### Демова единица Сикиес
Според преброяването от 2001 година дем Сикиес (Δήμος Συκεών) има 41 726 жители и в него влиза единствено солунският квартал Сикиес (Συκιές).

### Демова единица Юренджик
Според преброяването от 2001 година дем Юренджик (Δήμος Πεύκων) има 6434 жители и в него влиза единствено солунският квартал Юренджик (Πεύκα, Певка).